# San Francisco Spiders
Die San Francisco Spiders waren ein US-amerikanisches Eishockeyfranchise der International Hockey League aus San Francisco, Kalifornien. Die Spielstätte der Spiders war der Cow Palace. 

## Geschichte
Die San Francisco Spiders wurden im Jahr 1995 gegründet und hatten ihren Sitz in San Francisco. Ihre Heimspiele trugen sie in der Nachbarstadt Daly City aus. Der Klub konnte sich für die Play-offs qualifizieren, schied dort allerdings in der ersten Runde nach 1:3 Niederlagen gegen die Chicago Wolves aus. 
Nach der Saison 1995/96 wurden die San Francisco Spiders wieder aufgelöst. Gründe hierfür waren Probleme mit der Halle und mangelndes Zuschauerinteresse. Während die Wochenendspiele der Spiders oft von bis zu 8.000 Zuschauern besucht wurden, kamen in der Woche oft weniger als 2.500 Fans. Die meisten Spieler wechselten nach der Auflösung zu anderen Vereinen der IHL, allein die Kansas City Blades nahmen acht Spieler unter Vertrag.

## Saisonstatistik
Abkürzungen: GP = Spiele, W = Siege, L = Niederlagen, T = Unentschieden, OTL = Niederlagen nach Overtime SOL = Niederlagen nach Shootout, Pts = Punkte, GF = Erzielte Tore, GA = Gegentore, PIM = Strafminuten
| Saison  | GP | W  | L  | T  | OTL | SOL | Platz     | Playoffs                   |
| 1995–96 | 82 | 40 | 32 | 10 | —   | —   | 5., South | Niederlage in der 1. Runde |

## Bekannte Spieler

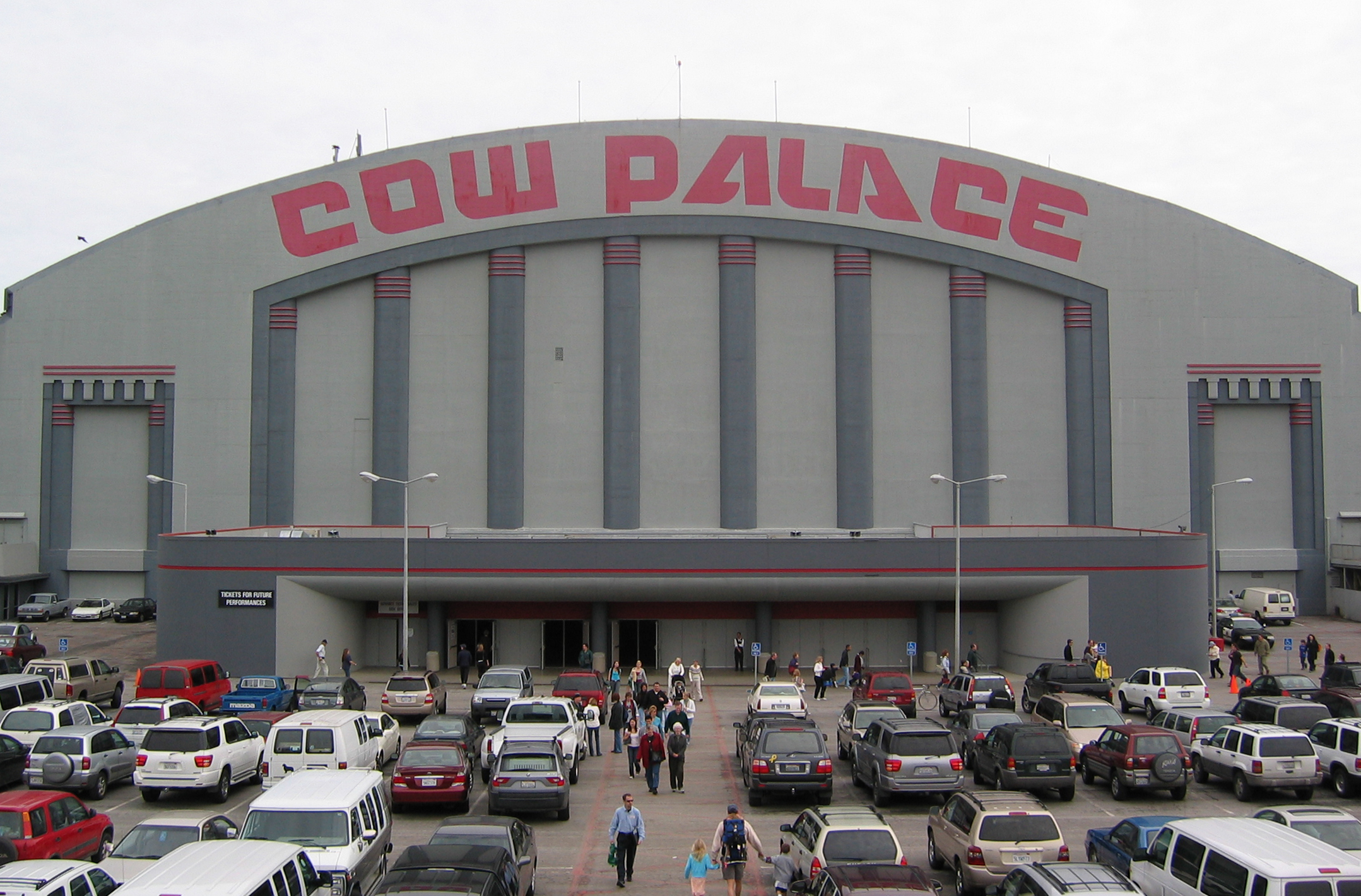
Die Heimspielstätte der Spiders, der Cow Palace

- Robin Bawa
- Stéphane Beauregard
- Alain Côté
- Ed Courtenay
- Dale Craigwell
- Mario Doyon
- Link Gaetz
- François Groleau
- Mike Lalor
- Rod Langway
- David Maley
- Sandis Ozoliņš